# Charles Edward Merriam
Charles Edward Merriam, Jr. (15 novembre 1874 - 8 janvier 1953) était un professeur de science politique de l'université de Chicago, fondateur de l'approche behavioriste en science politique, un intellectuel de premier plan du Mouvement progressiste et un conseiller de plusieurs présidents des États-Unis. À sa mort le New York Times l'a appelé "one of the outstanding political scientists in the country" ("l'un des plus extraordinaires savants en science politique du pays").

## Jeunesse et éducation
Charles Merriam est né à Hopkinton, Iowa, le 15 novembre 1874,,,, de Charles Edward Merriam et de Margaret Campbell Kirkwood Merriam,,. Les Merriam font remonter leur lignage jusqu'à des immigrants Écossais qui s'étaient établis dans le Massachusetts en 1638. Charles E. Merriam, Sr. qui était né à Princeton, Massachusetts, partit pour l'Iowa en 1855 et servit avec le 12e Iowa Infantry Regiment durant la Guerre de Sécession,,. Charles et Margaret (tous les deux presbytériens) se marièrent en 1868. Charles E. Merriam, Sr. possédait un commerce et était receveur des postes. Il était aussi le président du bureau de l'école de Hopkinton,,. Le frère aîné de Charles Jr. était John C. Merriam (qui devint un paléontologue renommé); il eût une sœur plus jeune, Susan Agnes Merriam,,.
Merriam a suivi les cours de l'école primaire de Hopkinton. Il a reçu son diplôme de Lenox College en 1893 (son père était administrateur de ce College),, puis est parti enseigner durant une année; il est revenu ensuite au College afin d'y recevoir son diplôme de Licence en Droit à l'Université de l'Iowa en 1895,,. Il reçoit ensuite sa maîtrise en 1897 et son doctorat en 1900 à l'Université de Columbia,. Il a étudié aussi à l'Université de Paris et à l'Université Humboldt de Berlin en 1899, afin de compléter ses travaux de thèse,,. Parmi ses mentors, desquels Merriam a adopté un certain nombre de ses premières pensées politiques, on trouve  Frank Johnson Goodnow, Otto von Gierke, et James Harvey Robinson.
Il a épousé Elizabeth Hilda Doyle (de Constable, New York) en 1900,.

## Carrière

### Carrière académique et contributions
Merriam a intégré le corps enseignant de l'Université de Chicago en 1900,,. Il fut le premier membre de la faculté de science politique. Il publia A History of American Political Theories en 1903, une remarquable analyse des mouvements politiques américains, très fortement influencée par ce qui était les débuts du mouvement progressiste,. Rapidement, il monte dans la hiérarchie, devenant Professeur titulaire (full Professor) en 1911, et devient directeur du département de science politique de 1911 jusqu'à sa retraite,. De 1907 à 1911, il officie comme directeur du Collège du Commerce et de l'Administration (précurseur de la Booth School of Business de Chicago).
Merriam a influencé de manière très signifactive la science politique aux États-Unis, durant sa carrière académique. Ainsi que le remarquent deux experts en science politique dans un ouvrage paru en 1985 sur cette discipline, "Merriam's hand can be seen in virtually every facet of modern political science." (la main de Merriam peut être perçue dans chacune des facette de la science politique moderne). "Plus qu'aucun autre savant durant cette période, Merriam a dessiné le standard de la manière dont la démocratie américaine devait être étudiée" ("As much as any single scholar during this period, Merriam set the standard for how American democracy should be studied within the academy") a affirmé un autre expert en la matière en 2008. Gabriel Almond, un autre expert, concluait : "l'école de Chicago est généralement connue pour avoir été d'une importance fondamentale dans l'histoire de la science politique et Charles E. Merriam est, en général, reconnu pour avoir été le fondateur de cette école" ("The Chicago school is generally acknowledged to have been the founding influence in the history of modern political science, and Charles E. Merriam is generally recognized as the founder and shaper of the Chicago school.").
Merriam était un partisan convaincu de l'usage des données quantitatives dans la pratique de la science politique (même si lui-même n'avait presque pas eu de formation en mathématiques) et il a initié l'approche behaviouriste en science politique,. Merriam "rejetait l'utilité de la théorie" ("denied the utility of theory") et se faisait l'avocat d'une science politique "pratique", dont le but était de créer une société démocratique et pluraliste plus harmonieuse,. Un corollaire de cette pensée était que les experts en sciences sociales devaient être les conseillers techniques des leaders politiques. Par voie de conséquence, Merriam poussaient les experts en science politique à être progressistes,
Merriam a profondément influencé l’administration de la recherche en science politique dans le monde académique. Il commença par assembler autour de lui les meilleurs chercheurs du moment, et ces enseignants produisirent les esprits les plus brillants de la  génération suivante, créant un département qui domina sans partage la discipline durant 30 ans. Son influeence fut telle que la structure du département, le personnel, ainsi que la réputation ne survécurent pas à son départ en retraite en  1940. Il fut aussi celui qui a poussé la discipline hors du champ strictement théorique pour aller vers les études de terrain, ce qui le conduisit à créer les premiers instituts interdisciplinaires en sciences sociales des États-Unis. Il fut aussi le premier à faire du système des bourses et de la recherche de fonds privés, un moyen pour garantir le financement de la recherche. D'après Harold Lasswell, Merriam a aussi introduit des concepts critiques de psychologie dans le champ de la science politique.

### Carrière politique locale
Merriam fut un membre de la Chicago City Charter Convention de 1906. Il avait été délégué par le City Club of Chicago en 1906 pour étudier le système des taxes de Chicago, et plus tard il fut vice-président de cette organisation influente. Il fut membre également du Conseil municipal de Chicago (Chicago City Council), conseiller municipal pour le 7th Ward de 1909 à 1911),, gagnant la charge  (en partie) du fait du succès de son ouvrage scolaire de 1903. Il fut aussi membre de deux autres commissions importantes (Crime et Finance), ainsi que de 3 commissions municipales de première importance (City Expenditures, Harbor, Waste). Pendant qu'il se trouvait à la Commission du Port  (Harbor Commission), il fit la connaissance et se lia avec Frederic Delano, oncle de Franklin D. Roosevelt.
Il quitta ses fonctions en 1911 pour briguer sans succès le poste de Maire de Chicago, pour le parti Républicain,,,. Son directeur de campagne était Harold Ickes,. Bien qu'ayant gagné les primaires républicaines haut la main, avec une marge confortable, il perdit de justesse contre Carter Harrison, Jr. Merriam et Ickes aidèrent à fonder le Parti Progressiste de l'Illinois et ils soutinrent  la candidature de Robert M. La Follette, Sr. à la présidence jusqu'à ce que Théodore Roosevelt remporte la nomination du parti progressiste. Il fit campagne pour le Président Théodore Roosevelt sous le ticket "Bull Moose" de 1912. Il servit une fois encore comme conseiller municipal de 1913 à 1917, mais cette fois plus comme Indépendant que comme Republicain. Merriam s'engagea une fois encore dans la course à la mairie de Chicago en 1915, perdant la primaire Républicaine face à William Hale "Big Bill" Thompson,. En 1916, il créa le Bureau de l'Efficacité Publique, une organisation privée qui aidaient à établir des syndicats quasi-publics et qui cherchaient à organiser le Chicago Park District,. Merriam perdit sa réélection comme conseiller municipal, après avoir été défait aux primaires républicaines par seulement 5 voix en 1917. Il chercha encore sans succès à se faire élire maire en 1919, perdant une fois de plus les primaires républicaines face au titulaire Thompson,,.

### Service fédéral

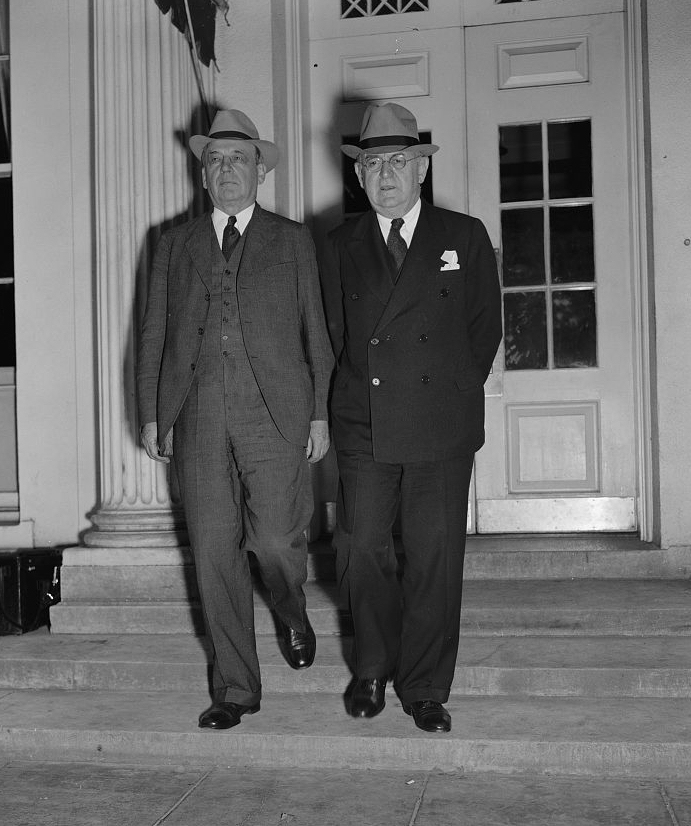
Charles Merriam (à gauche) et Louis Brownlow à la Maison Blanche en 1938.

Charles E. Merriam fut conseiller de plusieurs présidents et il eut une longue carrière dans les services fédéraux. En 1911, le président William Howard Taft lui offrit un siège à la Commission on Economy and Efficiency, un corps établi sous l'autorité du Civil Appropriations Act de 1910 pour étudier l'administration de la branche exécutive, mais Merriam refusa,. En 1917, Woodrow Wilson lui demanda de siéger à la  Tariff Commission, nouvellement formée (aujourd'hui Commission du commerce international des États-Unis), mais il refusa encore cette proposition fédérale,.
Durant la Première Guerre mondiale, alors âgé de 43 ans, Merriam fut incorporé dans le U.S. Army Signal Corps, comme capitaine et servit au Bureau de l'Aviation pour la région de Chicago. Il fut aussi membre du Comité du gouvernement fédéral de l'information publique (Committee on Public Information), une agence gouvernementale indépendante crée pour influencer l'opinion publique et encourager les Américains à participer à la guerre. D'avril à septembre 1918, il est Haut Commissaire pour l'Information Publique à Rome, en Italie, en vue de perturber l'opinion publique italienne par la propagande,,,. Sa mission ne consistait pas seulement à encourager l'opinion publique italienne à rester dans la guerre aux côtés des Alliés, mais aussi de miner le soutien de l'opinion italienne aux partis politiques socialiste et communiste,. Il semble qu'il ait pu user de l'argent de Rockefeller Foundation afin d'aider à convaincre le leader socialiste Benito Mussolini de soutenir la guerre,. Pendant cette période à Rome, Merriam usurpa quelque peu les prérogatives de l'ambassadeur et du personnel de l'ambassade, ce qui, après quelques conflits, fut la cause de son rapatriement aux États-Unis, après seulement six mois passés à son poste. Merriam avoua ensuite avoir été bousculé par son expérience en Italie, même s'il est resté évasif sur la manière dont ses idées avaient changé. De plus, il s'était engagé dans une liaison extra-conjugale, alors qu'il était en Italie, ce qui lui posa un certain nombre de problèmes conjugaux.
De retour à Chicago, Merriam coordonna et édita une série d'études comparatives, rédigées par des experts, sur l'usage de l'expertise dans le développement des politiques publiques, de l'éducation civique et de l'opinion publique. La contribution de Merriam à cette série, The Making of Citizens (1934), fut largement encensée en Russie Soviétique, en Allemagne Nazie, et dans l'Italie fasciste, du fait que ces instruments permirent de renforcer et d'atteindre des buts à caractère nationale. Cependant, Merriam était très critique vis-à-vis de ces régimes, et sentit qu'une approche plus scientifique pouvait éviter le messianisme sur lequel ces régimes reposaient et permettrait de renforcer les normes démocratiques et  pluralistes.
Il participa à la fondation du Local Community Research Committee (LCRC) en 1923 avec des financements de la Laura Spelman Rockefeller Memorial Foundation, un institut de recherche dévolu à la promotion de la collecte de données sur les problèmes urbains et la diffusion d'idées politiques actuelles. Il aida aussi à organiser le Social Science Research Council (une branche du  LCRC) en 1923, avec une subvention de la Fondation Rockefeller, et en fut le premier président en 1924,,,. En 1929, il co-fonda (également avec des financements de la Laura Spelman Rockefeller Memorial Foundation) la Public Administration Clearing House, un groupe qui servait à accueillir la communication et la collaboration entre les associations opérant dans le champ de l’administration publique.
Merriam fut aussi le président de l'American Political Science Association en 1925,,. La même année il publia New Aspects of Politics, qui appelait à concentrer les ressources de la recherche en science politique en vue de trouver des solutions pour les problèmes locaux urgents,.
Merriam revint vers les services gouvernementaux en 1929, lorsqu'il occupa la vice-présidence du Comité de recherche présidentiel de la présidence Hoover (PRCST),,,,. Un jalon dans l'initiative de la recherche fédérale sur les problèmes démographiques et sociaux émergents, le PRCST "modifia la direction et l'usage des de la recherche en sciences sociales aux États-Unis" (« altered the direction and use of social science research in the United States. »,,.
Sa relation avec Ickes lui permit de se mettre au service du président Franklin D. Roosevelt. Durant la Grande Dépression, il fut considéré comme l'expert en science politique le plus influent du pays,. En juillet 1933, Harold Ickes (alors secrétaire à l'Intérieur des États-Unis) chargea Merriam de servir au National Planning Board (et sa suite, the National Resources Board et the National Resources Planning Board),,,. Merriam en fut le membre le plus influent,. Dans ces fonctions, il aida à rédiger des propositions de loi visant à étendre l'État-providence,. Bien que le président Roosevelt ait approuvé les plans et proposé de les inclure dans son discours sur les « Quatre libertés » du 6 janvier 1941, les propositions de Merriam n'étaient pas politiquement viables et ne furent jamais adoptées,.
En 1934, Merriam siégea à la Commission d'enquête sur le personnel public, un groupe de recherches établi par le Conseil de recherche en sciences sociales, en vue de chercher, d'analyser et de faire des propositions concernant le service public fédéral et les réformes du service public (avec un œil sur les innovations faites par la Tennessee Valley Authority). Cette commission fut financée par la Spelman Rockefeller Memorial Foundation, et Luther Gulick en fut le directeur de recherche. Le groupe fit un nombre important de propositions touchant la réforme du service public, même si toutes ne furent pas adoptées,. It did spark interest in the merit system, and many of its civil service reform proposals were adopted by several states.
Merriam croyait que le succès ou l'échec des propositions du National Planning Board dépendaient de la capacité administrative de la branche de l'exécutif à adopter et à se mobiliser pour les politiques qui étaient recommandées. Par conséquent, Merriam commença à faire du lobbying auprès du président Roosevelt en vue d'établir une commission qui étudierait la structure et les fonctions de l'exécutif. Roosevelt fut très réceptif à cette idée. La Cour suprême avait bloqué pour cause de grève le National Industrial Recovery Act (un point clé de la législation du New Deal) dans le procès  Schechter Poultry Corp. v. United States, 295 U.S. 495 (1935) et elle avait significativement limité le pouvoir du président de renvoyer les membres de certaines agences indépendantes dans le procès Panama Refining Co. v. Ryan, 293 U.S. 388 (1935). Merriam avait assuré Roosevelt que s'il mettait sur pied un comité pour contrôler l’administration de l'exécutif, le rapport du comité pourrait être rédigé d'une manière justifiant les objectifs de réorganisation du Président, en les présentant dans le langage neutre de la recherche académique. Le 22 mars 1936, Roosevelt mit en place le Comité sur le management administratif (communément connu sous le nom de Brownlow Committee) et il le chargea de faire des propositions développées en vue de réorganisera la branche de l'administration de l'exécutif. À part lui-même[Qui ?], le comité composé de trois membres comprenait Louis Brownlow et Luther Gulick,. Le 10 janvier 1937, le Comité remit son rapport. En déclarant la fameuse formule : « Le Président a besoin d'aide ! » ("The President needs help !"),, le rapport du Comité plaidait pour un chef de l'exécutif fort, incluant parmi ses 37 recommandations une expansion significative du personnel de la présidence, l'intégration d'agences diverses dans le seul bureau de la présidence, l'extension du système méritocratique, l'intégration de toutes les agences indépendantes dans le Cabinet existant, ainsi que la modernisation des pratiques financières et des pratiques comptables fédérales,

## Retraite et décès
Charles Merriam partit à la retraite en 1940, à l'âge de 66 ans.
Il fut le dernier directeur du Lucy Spelman Rockefeller Memorial Fund agissant à ce poste de 1940 jusqu'à sa fusion avec la Rockefeller Foundation en 1949.
Charles Merriam mourût le 8 janvier 1953, au Hilltop Hospital de Rockville, Maryland, après une longue maladie,,. Une fille et trois fils lui survécurent. Il est inhumé au Cimetière_national_d'Arlington.
L'université de l'Illinois a choisi d'honorer des chercheurs avec le Charles E. Merriam Award for Outstanding Public Policy Research.

## Publications
- A History of American Political Theories. New York: MacMillan, 1903.
- The American Party System: An Introduction to the Study of Political Parties in the United States. New York: MacMillan, 1922.
- Non-Voting: Causes and Methods of Control. Chicago: The University of Chicago Press, 1924.
- New Aspects of Politics. Chicago: University of Chicago Press, 1925.
- The Making of Citizens: A Comparative Study of Methods of Civic Training. Chicago: University of Chicago Press, 1931.
- Civic Education in the United States. New York: Scribner, 1934.